# Swellendam (municipalité)
La municipalité locale de Swellendam (Swellendam Local Municipality) est une municipalité locale du district municipal d'Overberg dans la province du Cap-Occidental en Afrique du Sud. Le siège de la municipalité est situé dans la ville de Swellendam.

## Démographie
Selon le recensement de 2011, la municipalité de Swellendam compte 35 916 habitants (68,82 % de coloureds, 17,37 % de Blancs, 12,40 % de Noirs), majoritairement de langue maternelle afrikaans (85,06 % ).

## Localités de Swellendam
Depuis sa constitution en 2000, la municipalité actuelle de Swellendam comprend les localités suivantes :
| Ville, villages et localités | Code   | Population | Superficie (km2) | Langue maternelle dominante |
| ---------------------------- | ------ | ---------- | ---------------- | --------------------------- |
| Barrydale                    | 170001 | 4 156      | 25,77            | Afrikaans                   |
| Buffelsjagrivier             | 170004 | 1 439      | 0,40             | Afrikaans                   |
| Infanta                      | 170007 | 90         | 20,45            | Afrikaans                   |
| Malgas                       | 170006 | 44         | 0,77             | Afrikaans                   |
| Suurbraak                    | 170003 | 2 252      | 46,11            | Afrikaans                   |
| Swellendam                   | 170005 | 17 537     | 58,14            | Afrikaans                   |
| Zone rurale                  | 170002 | 10 397     | 3 683,46         | Afrikaans                   |
| Total                        | Total  | 35 916     | 3 835,04         | Afrikaans                   |

## Historique
Avant 1994, les villes de Swellendam et Barrydale étaient gérées par des conseils municipaux tandis que le village d'Infanta était administré par un conseil local. Ces conseils étaient élus par les habitants blancs de ces localités. Les résidents coloureds de Railton (à Swellendam) et Smitsville (à Barrydale) élisaient les membres de comités de gestion, lesquels étaient subordonnés aux autorités locales blanches. L'ancienne mission de Suurbraak était pour sa part régie par un conseil de gestion tandis que les zones rurales restantes relevaient du Conseil des services régionaux d'Overberg (RSC Overberg).
Après les élections générales sud-africaines de 1994 et à la suite des négociations entre les parties concernées (autorités locales, partis politiques, organisations communautaires), les autorités locales sortantes furent dissoutes pour être remplacées, en décembre 1994 et janvier 1995, par des conseils locaux de transition (TLC) pour chaque ville et village :  
- le TLC de Swellendam remplaça la municipalité de Swellendam et le Railton Management Committee.
- le TLC de Barrydale remplaça la municipalité de Barrydale et le comité de gestion de Smitsville.
- le TLC de Suurbraak TLC remplaça le conseil d'administration de Suurbraak.
- À Infanta, le conseil local resta en place jusqu'en octobre 1995, date à laquelle il fut transformé en TLC.

Les TLC étaient initialement composés de membres nommés par les différentes parties aux négociations, en attendant l'organisation d'élections municipales qui eurent lieu en mai 1996. A cette date, il fut aussi constitué un conseil de district de l'Overberg pour remplacer le RSC d'Overberg et des conseils représentatifs de transition (TRC) furent élus pour représenter les zones rurales, en plus des TLC, au sein de ce conseil de district. La zone qui allait devenir la municipalité de Swellendam comprenait la majeure partie du TRC de Swellendam ainsi que de petites zones des TRC de Bredasdorp, Langeberg et Wynland.
Lors des élections locales de décembre 2000, les TLC et TRC furent dissous pour laisser la place à la municipalité de Swellendam, constituée en autorité locale unique incorporant les zones rurales et urbaines. En 2011, les terres rurales au nord et à l'ouest de Barrydale furent incorporées à la municipalité à la suite de l'abolition des zones de gestion.

## Administration et politique

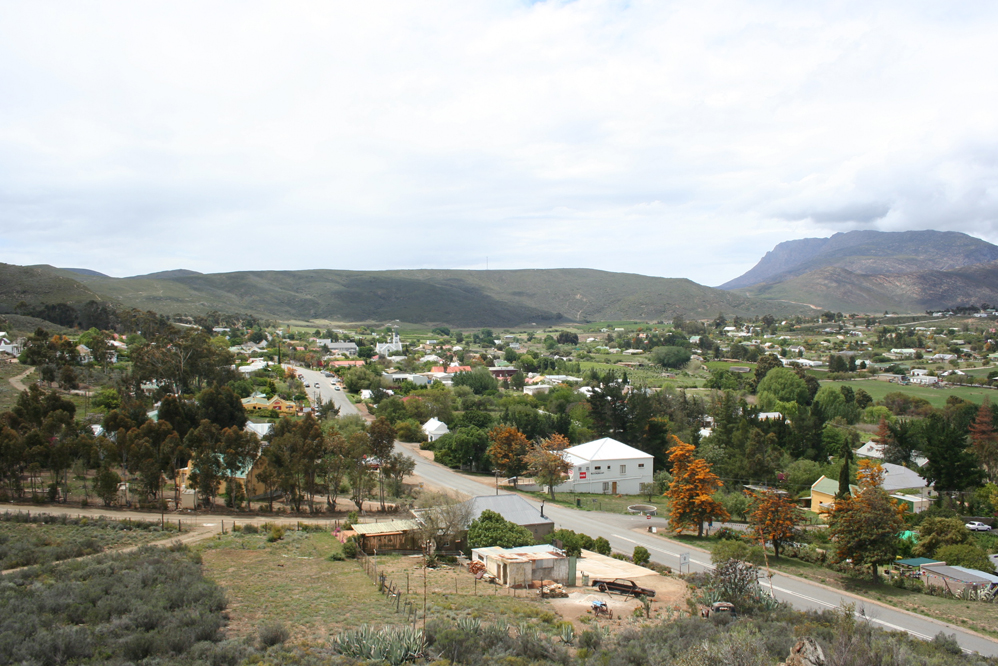
Le village de Barrydale.

La ville est partagée politiquement entre l'opposition de l'Alliance démocratique (DA) et l'ANC. Mais à la suite du ralliement des élus du Nouveau Parti national à l'ANC en 2002, la majorité municipale a basculé du côté du parti du président Thabo Mbeki.

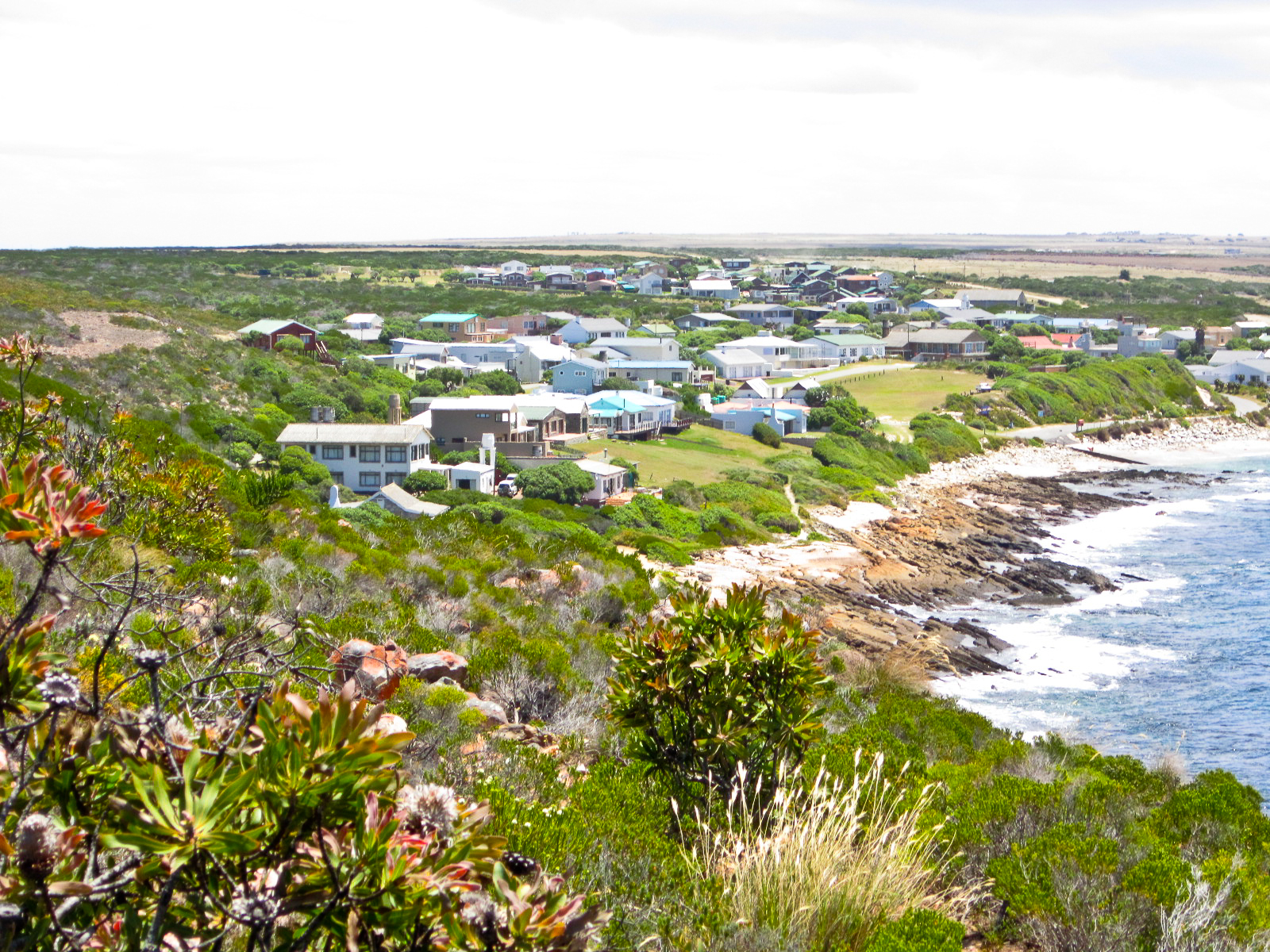
Le village balnéaire d'Infanta.

Aux élections municipales du 1er mars 2006, l'ANC remporta quatre sièges contre trois sièges à la DA, deux sièges aux démocrates indépendants et un siège au parti chrétien démocrate africain. Mais isolé, le candidat de l'ANC au poste de maire fut battu par celui de la DA, allié dans l'organisation du conseil exécutif avec les élus de l'ACDP et de l'ID. En vertu de cette alliance, le maire élu de Swellendam fut Jan Jansen (ID). À la suite de soupçons de mauvaise gestion, de malversation et de corruption et à des difficultés au sein de la coalition, Jan Jansen fut démis de ses fonctions en avril 2011, à quinze jours des élections municipales. Celles-ci furent remportées par la coalition entre la DA (41,31 % et quatre sièges) menée par Nicholas Myburgh et l'ACDP (6,5 % et un siège) reléguant une nouvelle fois l'ANC (42,25 % et quatre sièges) dans l'opposition.
Lors des élections municipales sud-africaines de 2016, la DA remporta 48,30 % des voix et six sièges contre 44,82 % des voix et cinq sièges à l'ANC.

### Liste des maires de Swellendam

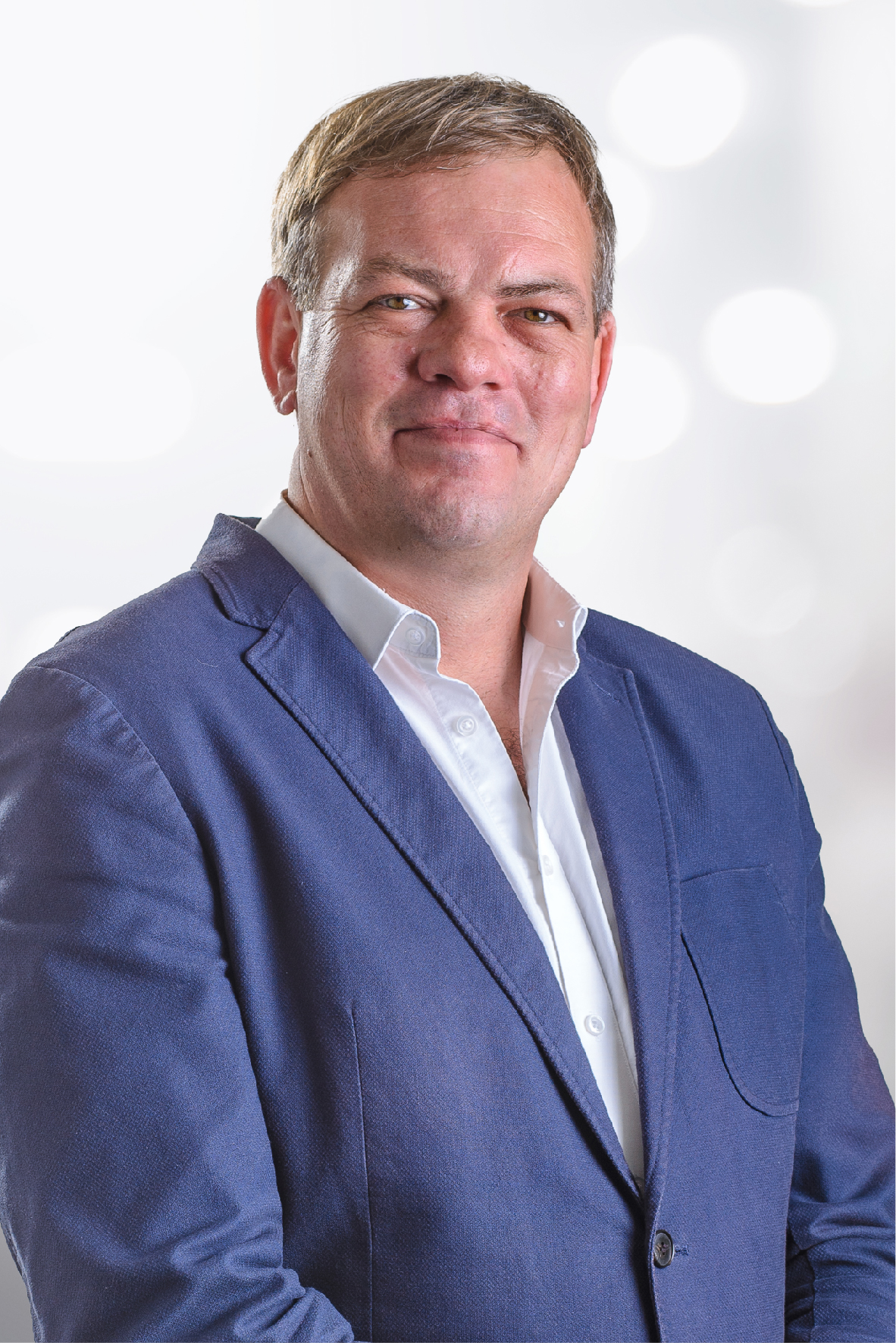
Francois du Rand, maire de Swellendam, depuis septembre 2021

| Maires de Swellendam            | Parti politique | Terme                                                      |
| ------------------------------- | --------------- | ---------------------------------------------------------- |
| ...                             | ...             | ...                                                        |
| Eli Buirski                     |                 | 1915-1920 et 1922-1923                                     |
| ...                             | ...             | ...                                                        |
| Gerhardus Cornelius Deneys Reid |                 |                                                            |
| Gustav Adolph Scholtz           | ...             | ...                                                        |
| Michael Barry Reid              |                 | (1934-1966)                                                |
| ...                             | ...             | ...                                                        |
| A.S Powell                      | ...             | ...                                                        |
| John Matthysen                  | ANC             | 1995-1997                                                  |
| Maréne van Zyl                  | NP              | 1997-2000                                                  |
| Nathan Newman                   | NNP             | 2000-2004                                                  |
| Jacobus Hermanus Jabes Zass     | ANC             | 2004-2006                                                  |
| Jan Jansen                      | ID (Coal. DA)   | 2006-2011                                                  |
| Nicholas Myburgh                | DA              | juin 2011 - septembre 2021                                 |
| Francois du Rand                | DA              | de septembre 2021 à janvier 2025 depuis le 14 février 2025 |